# (30018) 2000 CX101
2000 سي أكس 101 (ويعرف أيضًا باسم (30018) 2000 سي أكس 101 وفق تسمية الكوكب الصغير) (بالإنجليزية: 2000 CX101)‏ هو كويكب ضمن حزام الكويكبات؛ وترتيبه 30018 من حيث الاكتشاف.
اكتُشف هذا الجُرم الفلكي بواسطة Thierry Pauwels ‏ في 14 فبراير 2000.

## وصلات خارجية
- (30018) 2000 CX101 في قاعدة بيانات مختبر الدفع النفاث لأجرام النظام الشمسي الصغيرة

- الاكتشاف · مخطط المدار ·  العناصر المدارية · المعلمات المادية

- (30018) 2000 CX101 على موقع ويكي سكاي: DSS2, SDSS, GALEX, IRAS, Hydrogen α, X-Ray, Astrophoto, Sky Map, Articles and images